# Bonifacy-Winfrid
Bonifacy Winfrid, Święty Bonifacy, właśc. Wynfryd, cs. Swiaszczennomuczenik Wonifatij, archijepiskop Kreditonskij (ur. między 672 a 675 prawdopodobnie w Crediton w hrabstwie Devon, w ówczesnym Wessex, zm. 5 czerwca 754 w Dokkum) – biskup obrządku łacińskiego, benedyktyn, misjonarz, męczennik i święty Kościoła katolickiego.

## Żywot świętego
Dokładna data urodzenia Bonifacego nie jest znana – przyjmuje się, że urodził się między 672 a 675 rokiem. Wychowywał się w klasztorach w Exeter i Nursling, później został kierownikiem szkoły klasztornej w tym ostatnim. W 716 roku bez efektów próbował prowadzić działalność misyjną w Fryzji u boku Wilibrorda. Po powrocie na Wyspy Brytyjskie został wybrany opatem Nersling. Nie przyjął godności i w 718 roku wyruszył z pielgrzymką do Rzymu. Otrzymawszy błogosławieństwo papieża Grzegorza II rozpoczął działalność misyjną.
Był jednym z najważniejszych misjonarzy i reformatorów Kościoła katolickiego w północno-zachodniej części Królestwa Franków na początku VIII. w. W Niemczech nazywany jest także apostołem Niemców, chociaż jego działania koncentrowały się bardziej na tworzeniu organizacji kościelnej na w dużej mierze schrystianizowanych już terenach, a mniej na pracy misjonarskiej. W roku 732 został mianowany arcybiskupem Germanii. Założył wtedy 4 biskupstwa w Bawarii, w tym biskupstwo misyjne dla Słowian w Salzburgu, a także opactwo w Fuldzie. W 753 zdecydował się kontynuować misję Wilibrorda w Fryzji, gdzie zginął rok później śmiercią męczeńską. Pochowany został w Fuldzie.
W sprawie antypodów toczył spór z Wirgiliuszem z Salzburga.
W 751 r. na polecenie papieża namaścił na króla Franków Pepina III.

## Kult
Relikwie
Jego relikwie przechowywane są w sarkofagu znajdującym się w kaplicy-krypcie św. Bonifacego w katedrze w Fuldzie (Niemcy).
Dzień obchodów
Wspomnienie liturgiczne św. Bonifacego, w Kościele katolickim, obchodzone jest 5 czerwca. W diecezjach polskich wspomnienie jest obowiązkowe.
Jego kult w Cerkwi prawosławnej (jak i w Anglii) jest niewielki. Wyznawcy prawosławia wspominają metropolitę (biskupa) i męczennika 5/18 czerwca, tj. 18 czerwca według kalendarza gregoriańskiego.
Patronat
Uznany jest za patrona Niemiec i Holandii oraz Anglii, krawców, księgarzy, kasjerów i piwowarów.
Ikonografia
W ikonografii Święty Bonifacy przedstawiany jest w biskupim stroju, mitrze, z krzyżem męczeńskim w dłoni. W tradycji zachodniej bywa ukazywany w paliuszu lub w szatach mnicha benedyktyńskiego.